# 鉢木

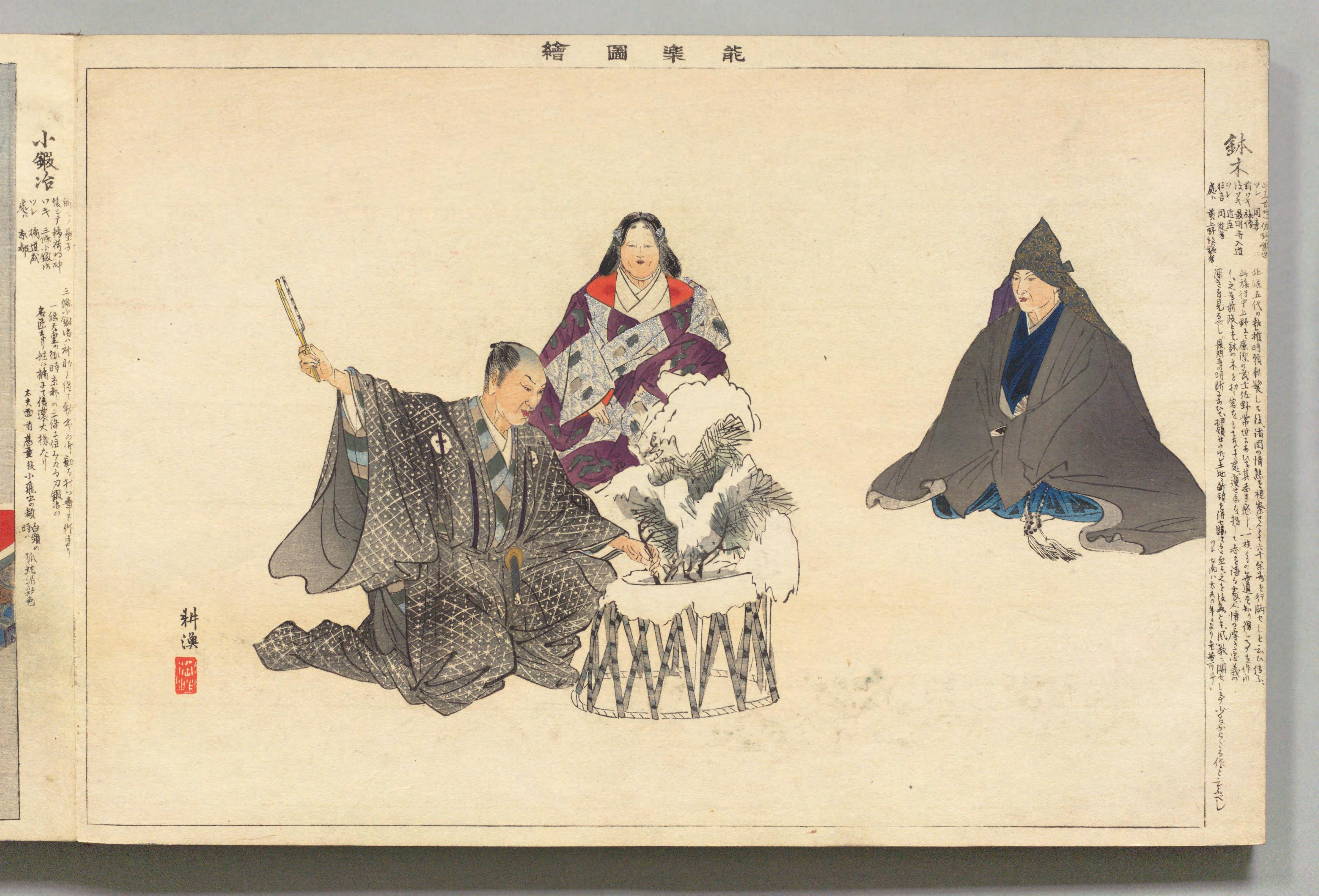
鉢木の一場面（『能楽図絵』、国立国会図書館デジタルコレクション）
舞台は前半が上野国、後半が鎌倉とある。

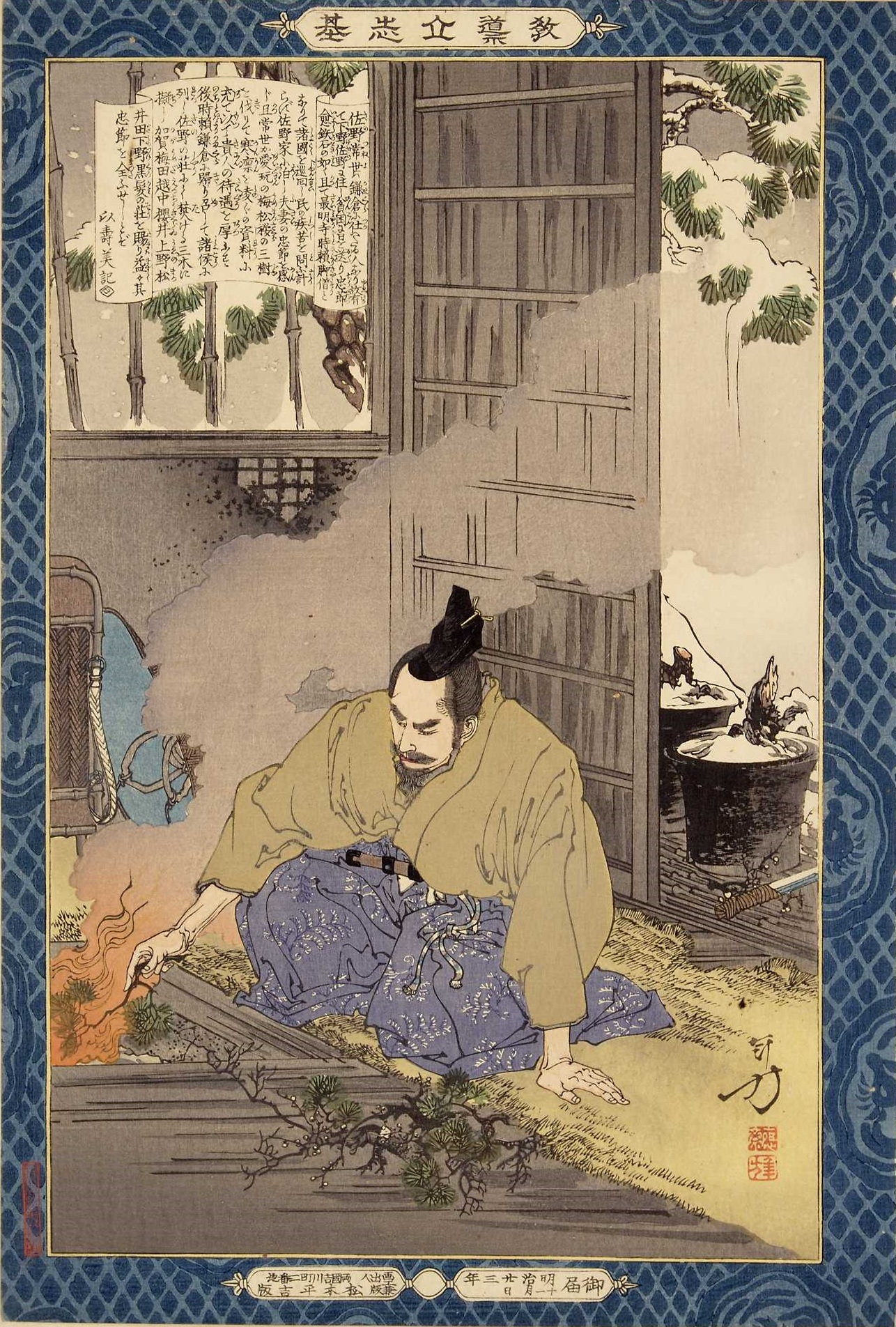
鉢木の一場面（東京都立図書館蔵）
上の筋書きに「下野佐野」と見える。

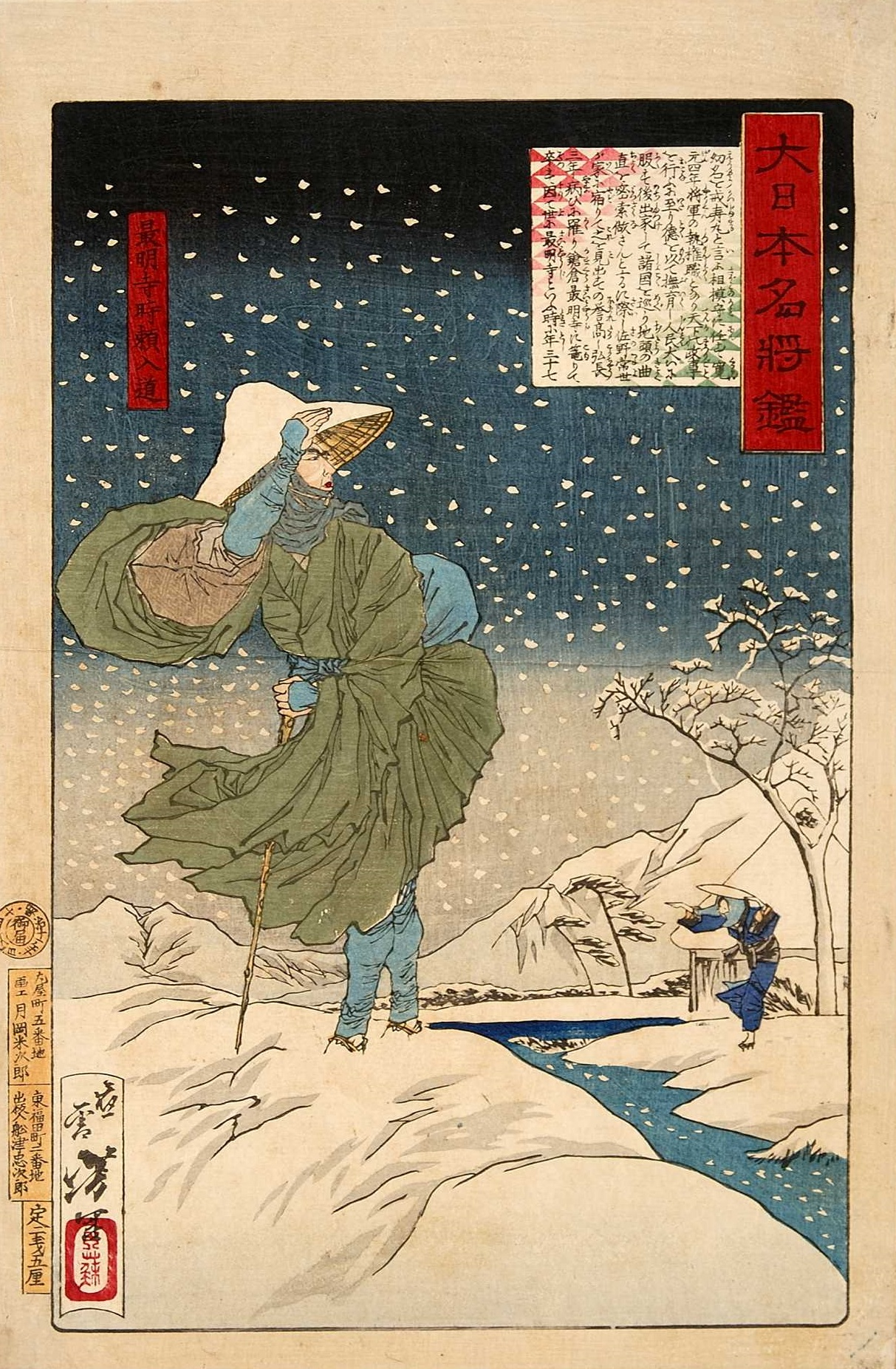
雪道を行く最明寺時頼入道こと北条時頼（『大日本名将鑑』）

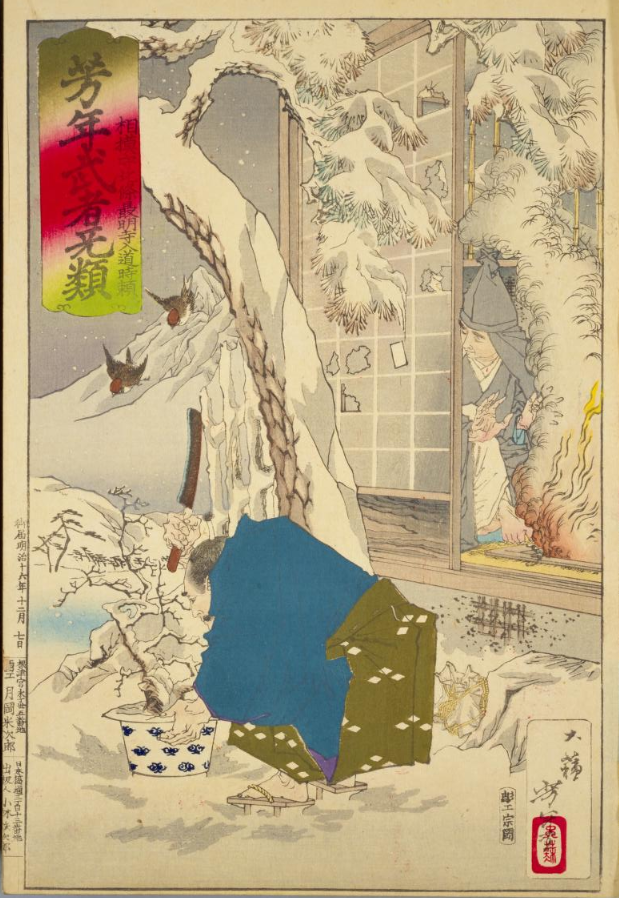
鉢木を手折るのを時頼が見ている場面。月岡芳年作。

鉢木（はちのき）は、能の一曲。観阿弥・世阿弥作ともいわれるが不詳。

## 概要
増鏡や太平記に記された、北条時頼が執権を退いた晩年に諸国を遊行した伝説から派生した筋書きだが、原典にはこの話の記述はない。早くから人形浄瑠璃や義太夫に翻案され、元禄時代には近松門左衛門が題材にして「最明寺殿百人上﨟」を書き、享保期には「北条時頼記」が大当りをとっている。歌舞伎では中村座の「女鉢木三鱗」、江戸市村座の「鉢木大鑑」等々の演目に取り入れられて人気を呼んだ。また大正期から昭和初期にかけて使用された尋常小学国語読本・巻十にも「鉢の木」が掲載された。
栃木県の小学校では現代でも道徳教育の題材として用いられており、相手の立場に立った考え方や、親切心、思いやりの心を育むことをねらいとしている。

## 内容
ある大雪のふる夕暮れ、佐野の里の外れにあるあばら家に、旅の僧が現れて一夜の宿を求める。住人の武士は、貧しさゆえ接待も致されぬといったん断るが、雪道に悩む僧を見かねて招きいれ、なけなしの粟飯を出し、自分は佐野源左衛門常世といい、以前は三十余郷の所領を持つ身分であったが、一族の横領ですべて奪われ、このように落ちぶれたと身の上を語る。噺のうちにいろりの薪が尽きて火が消えかかったが、継ぎ足す薪もろくに無いのであった。常世は松・梅・桜のみごとな三鉢の盆栽を出してきて、栄えた昔に集めた自慢の品だが、今となっては無用のもの、これを薪にして、せめてものお持てなしに致しましょうと折って火にくべた。そして今はすべてを失った身の上だが、あのように鎧となぎなたと馬だけは残してあり、一旦鎌倉より召集があれば、馬に鞭打っていち早く鎌倉に駆け付け、命がけで戦うと決意を語る。
年があけて春になり、突然鎌倉から緊急召集の触れが出た。常世も古鎧に身をかため、錆び薙刀を背負い、痩せ馬に乗って駆けつけるが、鎌倉につくと、常世は北条時頼の御前に呼び出された。諸将の居並ぶ中、破れ鎧で平伏した常世に時頼は「あの雪の夜の旅僧は、実はこの自分である。言葉に偽りなく、馳せ参じてきたことをうれしく思う」と語りかけ、失った領地を返した上、あの晩の鉢の木にちなむ三箇所の領地（加賀国梅田庄、越中国桜井庄、上野国松井田庄の領土）を新たに恩賞として与える。常世は感謝して引きさがり、はればれと佐野荘へと帰っていった。

## 史跡・名所

### 長野県
- 浅間山 - 作中の「浅間の岳（嶽）」のこと。山麓の北佐久郡軽井沢町追分には浅間山を神体とする「遠近宮」がある[3]。
- 平尾山 - 作中の「大井山」のこと[3]。
- 伴野荘 - 作中の「友の里」のこと[3]。
- 入山峠 - 作中の「離坂」はこの峠付近にある登り坂のこと[3]。

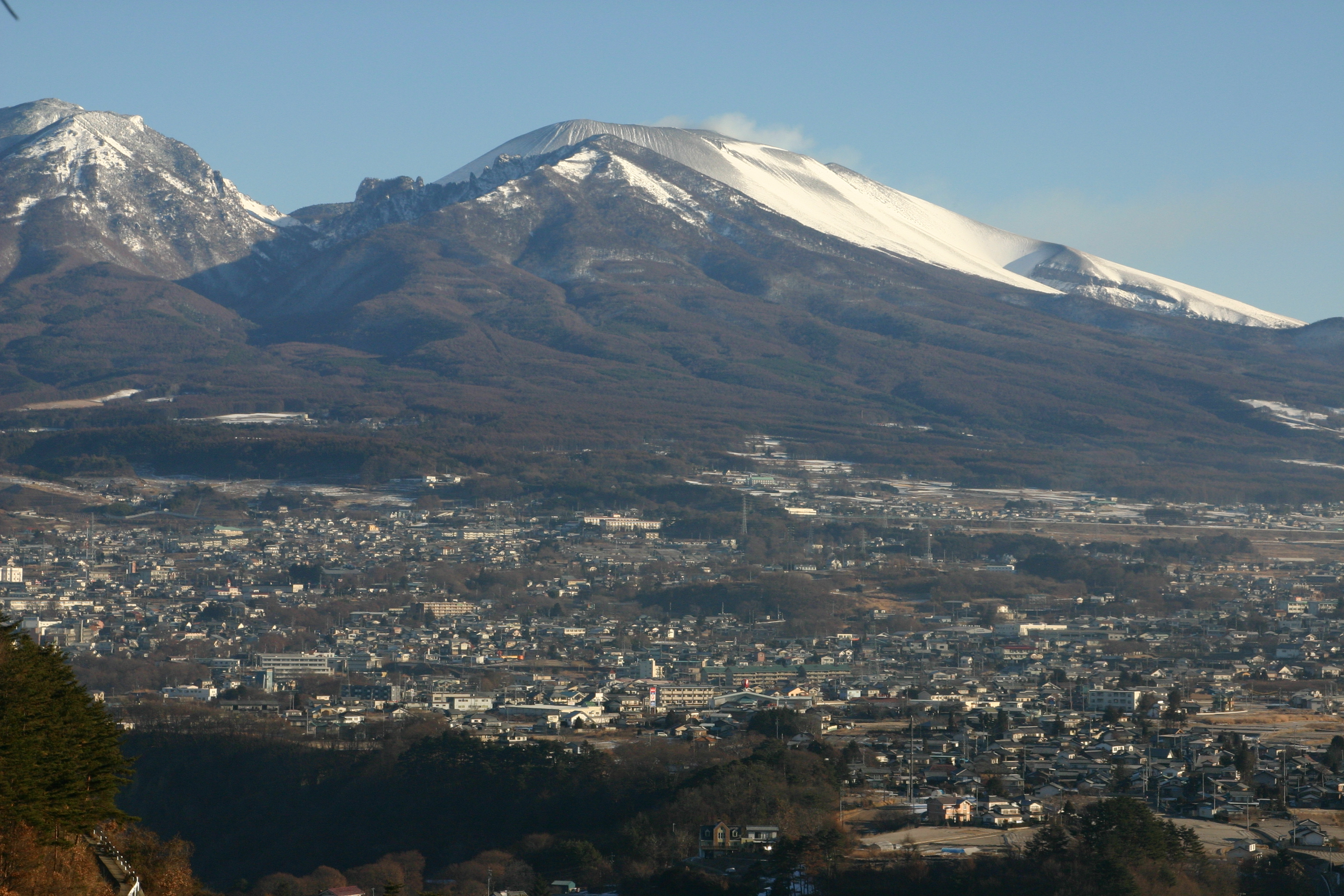
浅間山
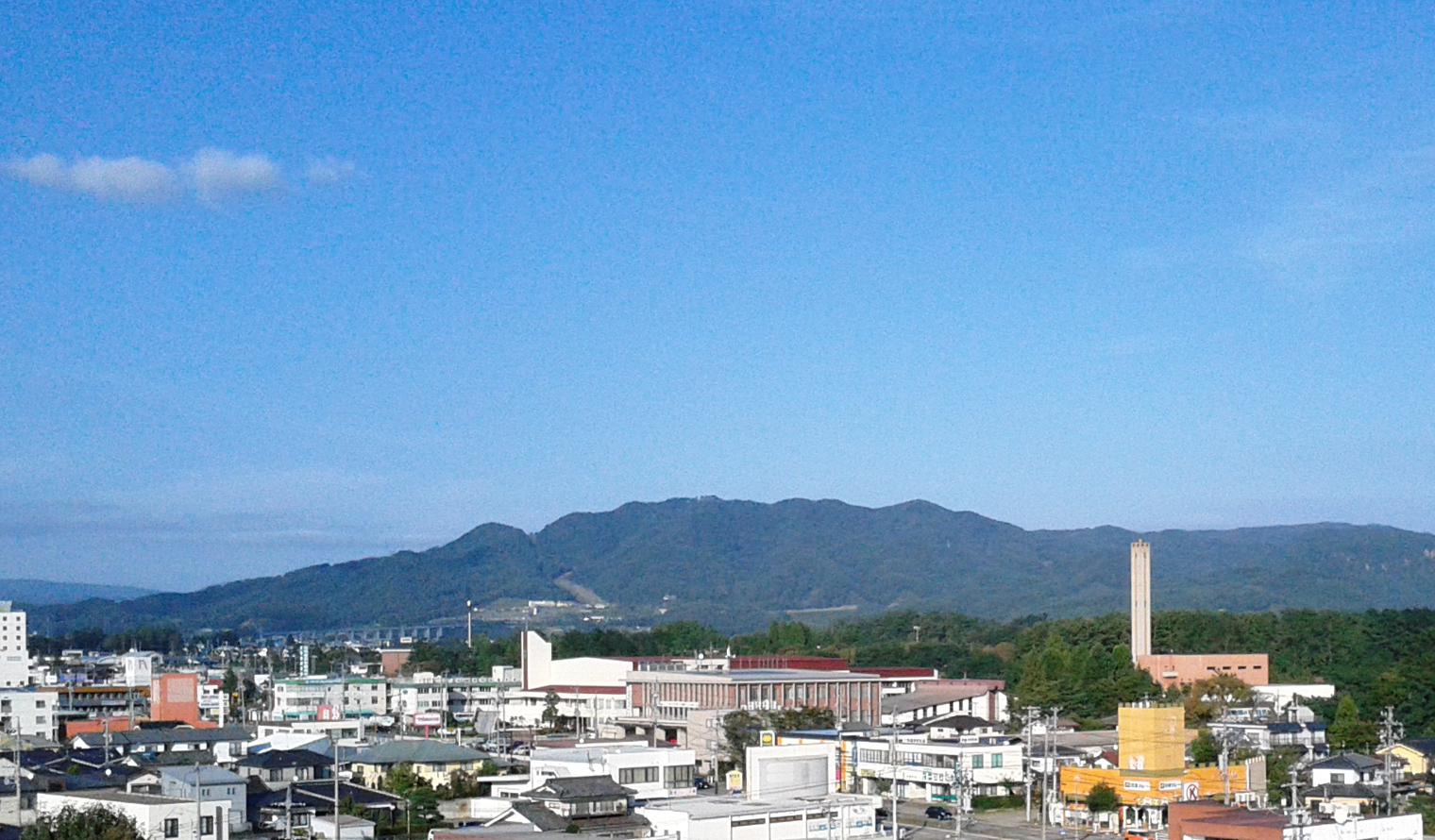
平尾山
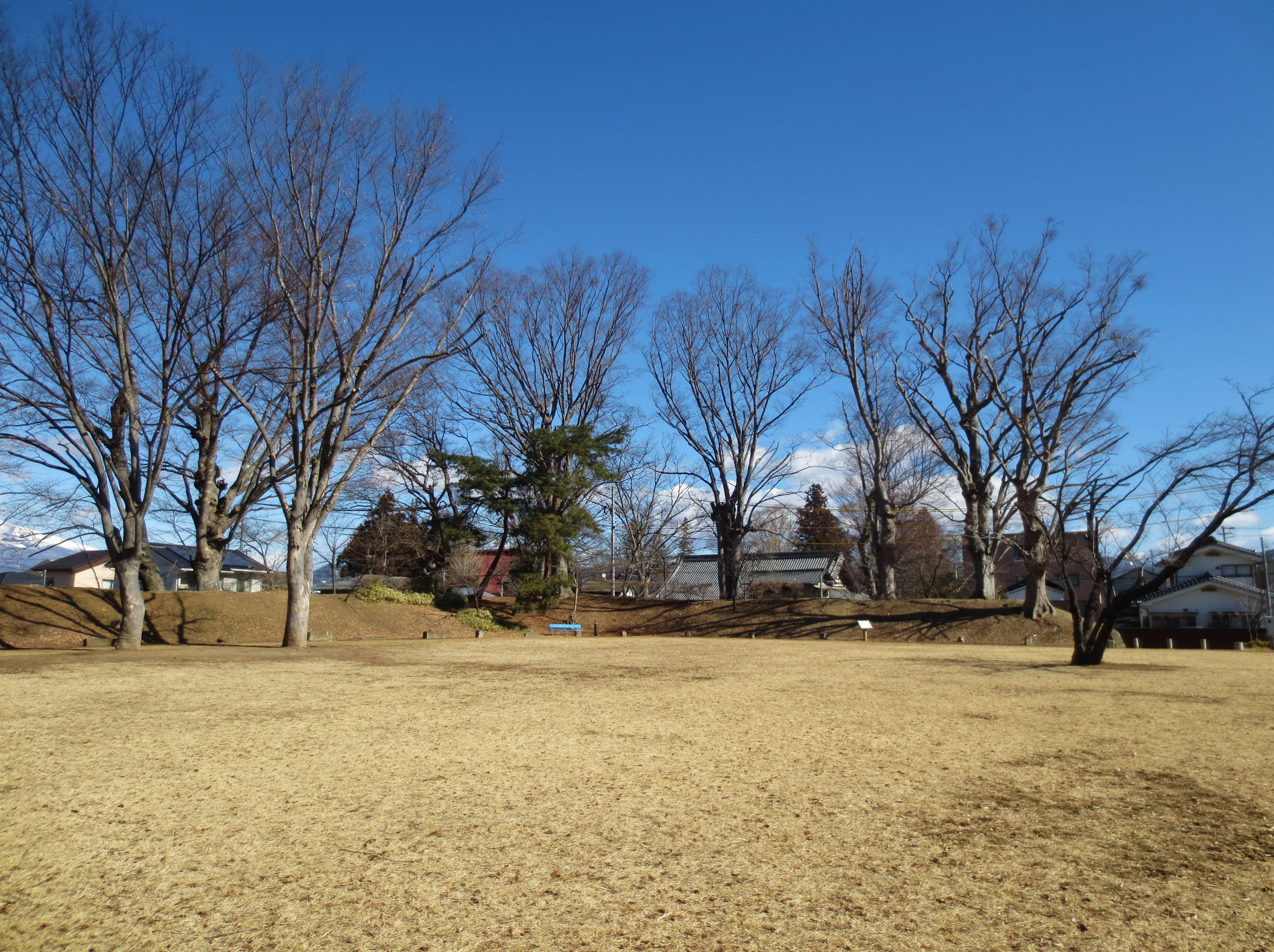
伴野城

### 群馬県
- 碓氷川
- 安中市板鼻 - 板鼻宿も参照。
- 高崎市上佐野町 - 作中の「佐野のわたり」のこと。「わたり」という語は「渡し船」を指す場合もあるが、ここでは「里」（佐野の辺［あた］り）を指す。常世邸、常世神社がある[3]。
- 山本宿 - 作中の「山本の里」のこと[4]。
- 松井田 - 作中、常世が賜ったという「松枝」のこと[3]。現在の安中市（旧・碓氷郡松井田町）。松井田町松井田も参照。

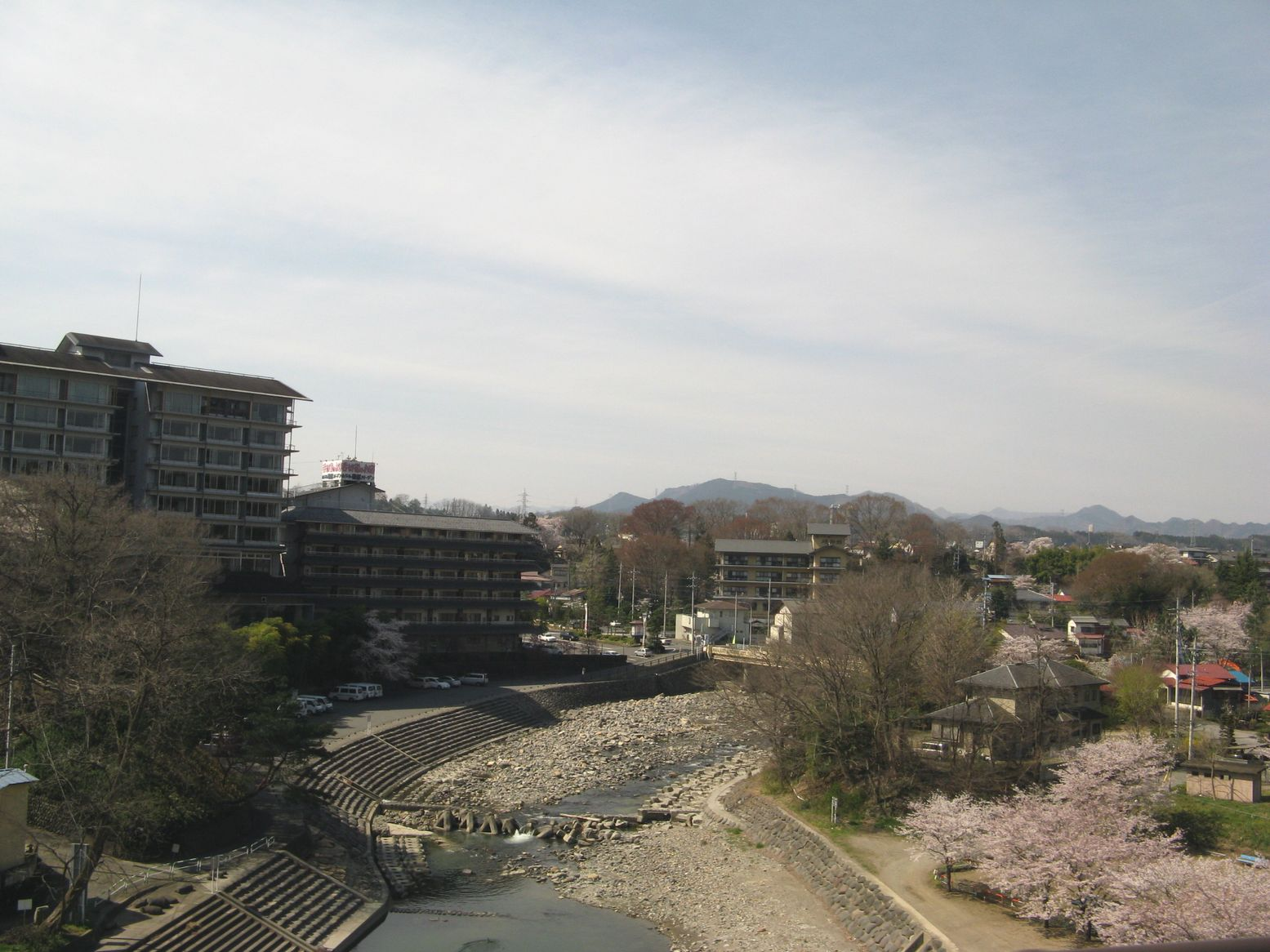
碓氷川（磯部温泉）
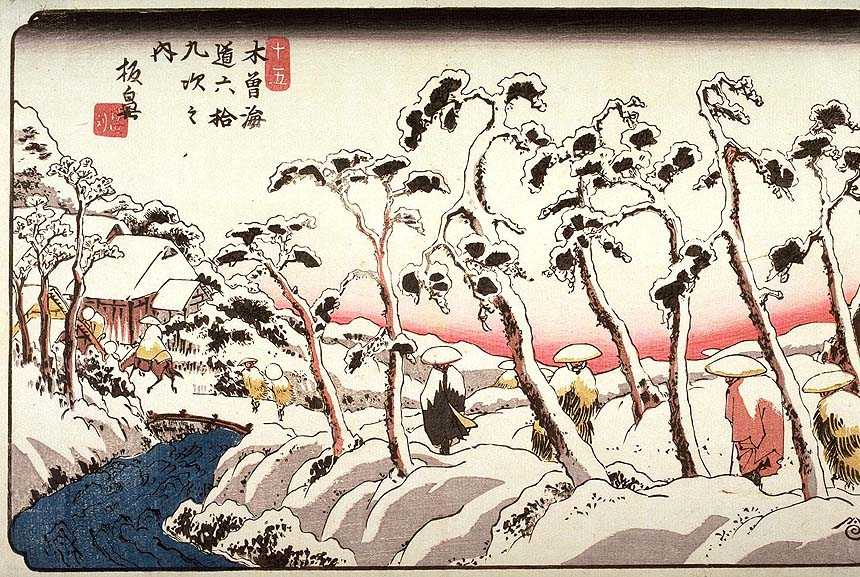
板鼻宿（渓斎英泉画）
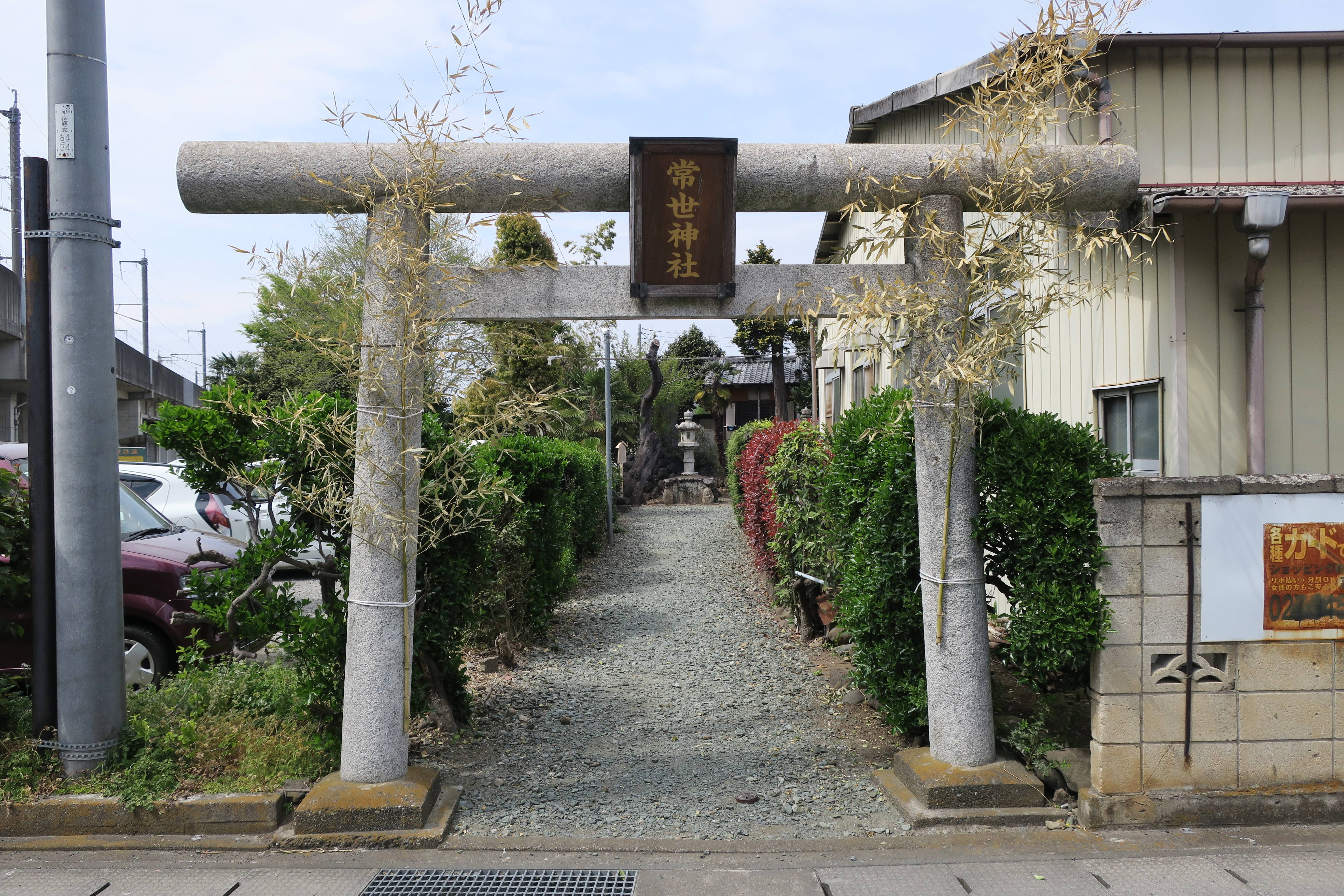
常世神社

### 栃木県
- 佐野市鉢木町 - 願成寺に常世のものとされる墓がある[5]。
- 安蘇郡葛生町 - 作中の「山本の里」のこと。現在の佐野市[5]。

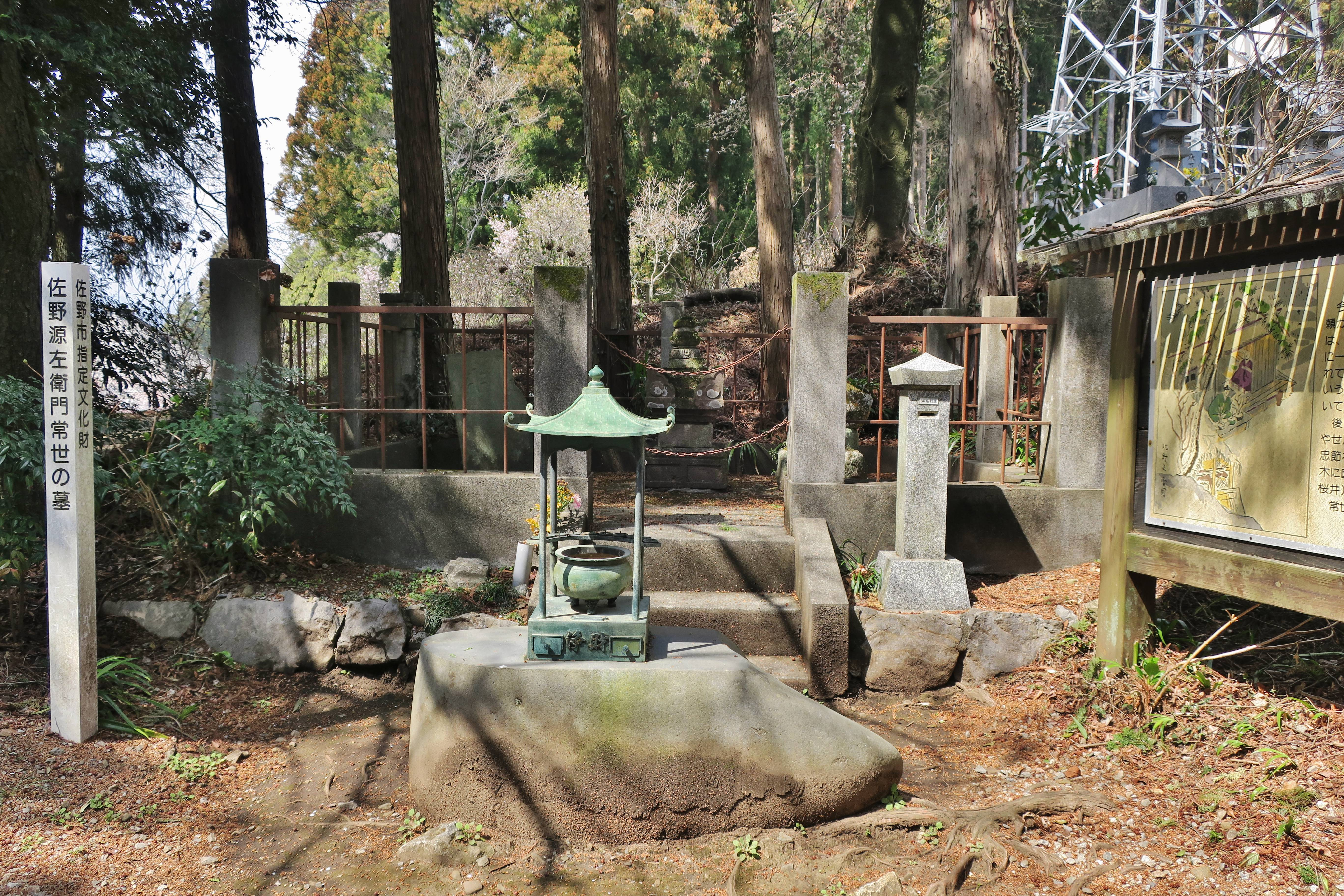
佐野源左衛門の墓（願成寺）

### 神奈川県
- 鎌倉 - 若宮大路幕府も参照。

### 石川県
- 金沢市梅田町（旧・河北郡森本村→森本町） - 作中、常世が賜ったという加賀国の「梅田」のこと。『三州志』や『久教軒道中記』にもそうした記載がある[6]。
  - 異説として加賀市南郷町（旧・江沼郡南郷村）の梅田とも[3]。

### 富山県
- 黒部市三日市 - 作中、常世が賜ったという越中国の「桜井」のこと。黒部市立三日市公民館に石碑が建つ[3]。

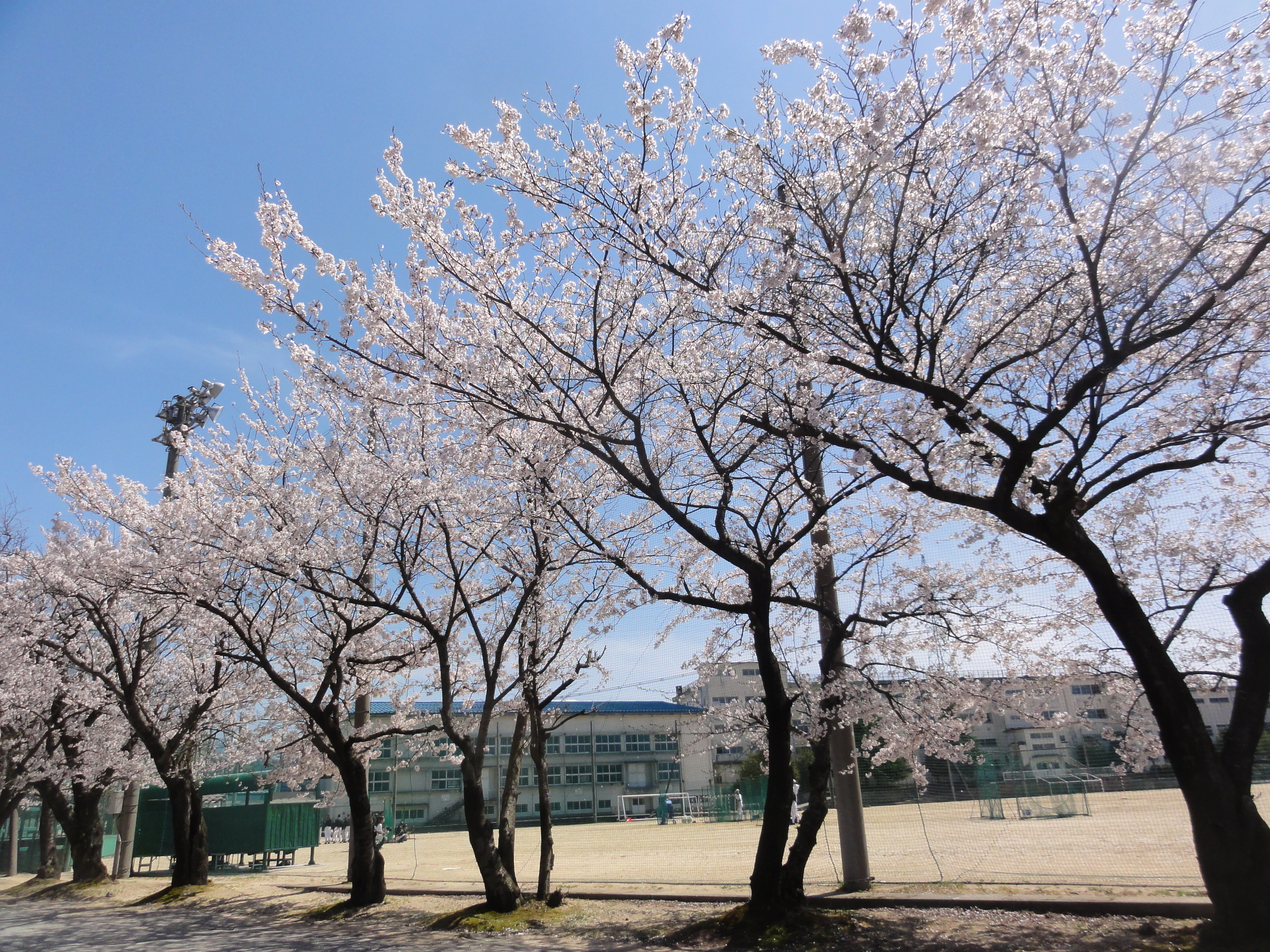
黒部市立桜井中学校

### 関連文献
- 芳賀矢一訂『謡曲二百番 四流対照 下巻』金港堂、1908年 - 1909年、88 - 103ページ。
- 文部省著『尋常小學國語讀本 卷10』日本書籍、1929年、59 - 72ページ。